# Didymodon
Didymodon là một chi rêu trong họ Pottiaceae.